# Bruno Giust
Bruno Giust (Pordenone, 2 ottobre 1925 – Pordenone, 22 luglio 2009) è stato un politico e sindacalista italiano.

## Biografia
Dopo una carriera come sindacalista della Cisl, fu eletto consigliere regionale in Friuli-Venezia Giulia con la Democrazia Cristiana, restando in carica fino al 1978, ricoprendo anche il ruolo di assessore regionale alla Pubblica Istruzione, lavoro, enti locali, lavori pubblici e assistenza sociale.
Fu poi senatore per tre legislature, restando in carica dal 1976 al 1987; a Palazzo Madama fece parte delle commissioni Difesa e Affari esteri. Fu anche presidente della Camera di Commercio di Pordenone e consigliere della Fondazione Crup.
Sposato, ebbe tre figli. Morì all'età di 83 anni nell'estate del 2009.